# پشکه
پشکه، روستایی است از توابع بخش کوچصفهان شهرستان رشت در استان گیلان ایران.

## ریشه یابی لغوی00
| 85632 |  |  |  |
| ----- |  |  |  |
|       |  |  |  |
|       |  |  |  |
|       |  |  |  |

پشک در لغت به معنی قرعه و قرعه کشی (زمین‌های مرغوب کشاورزی ) بوده وظاهرا زمین‌های مرغوب را بین زارعین به قرعه می انداختند، که بعدها ه مصغر به کلمه پشکه اضافه گردید.
وجود واژه پشکه در زبان‌های بیگانه (آلمانی )  باعث گردید که ریشه یابی این کلمه مشکل تر گردد

## قدمت
ازقدمت روستا قرن‌ها می گذرد و اوج تشکیل روستا پس از اصلاحات ارضی در سال ۱۳۴۲ می‌باشد و قرار گرفتن این روستا در مسیر دریای خزر به مرکز استان ، محل داد وستد وعرضه کالا به بازار روز در سال‌های ۱۳۲۵ تا ۱۳۴۵  بود.
روستای پشکه به علت سکونت ملاکین ، به ظاهر جزو اولین‌ها بود امکاناتی از جمله اولین کارخانه برنج کوبی که تأسیسات آن به علت نبود جاده به وسیله کرجی (قایق کوچک) از طریق رودخانه  نورود و پاییزی  به این روستا آورده شد و شعبه‌ای از بانک ملی در این روستا دایربود .

## جمعیت
پشکه، روستایی است از توابع بخش کوچصفهان شهرستان رشت در استان گیلان ایران،این روستا در دهستان بلسبنه قرار دارد و براساس سرشماری مرکز آمار ایران در سال ۱۳۸۵، جمعیت آن ۶۵۴ نفر (۱۹۹خانوار) بوده‌است.

## اماکن زیارتی و سیاحتی روستا
بقعه آقا سید محمود در قسمت بالامحله و بقعه آقا سید معصوم در قسمت پایین محله که هر دوی آنها از بزرگان این روستا بودند، از اماکن زیارتی این روستا می‌باشند. مردم روستا بر اساس باورداشت و سنت، در ماه‌های عزیز خدا در این اماکن مراسم مختلفی برگزار می‌کنند؛ همچنین در این اماکن نیز مزار شهدا و اموات مردم روستا قرار دارد. و روزهای پنجشنبه به جهت زیارت اهل قبور به این اماکن می روند.
بازار پایین محله نیز با چند مغازه خاروبار فروشی و آرایشگاه و یک زمین ورزشی از جمله مکان‌های مورد استفاده اهالی روستا می‌باشد.
فضای سبز پشکه شالیزارها و گذر رودخانه‌های نورود و گیش دمرده و پل‌های قدیمی از جمله مرغانه پورد از اماکن دیدنی این روستاست.

## مشاهیر
علمایی چون : حجه الاسلام سیدرضا مطهری
شاعرانی چون: خورشید خانم، رحیم چراغی، بهرام پور، محمد علیزاده، از شخصیت‌های علمی نیز می‌توان به دکتر داریوش حق‌شناس، دکتر بهرام علیزاده  و استاد دانشگاه سید عبدالله حسینی و... نام برد.